# Pena de muerte en el Perú
La pena de muerte en el Perú se aplicaba en caso de traición a la patria, terrorismo, espionaje, genocidio, motín y deserción en tiempos de guerra. La pena de muerte en el Perú ha sido utilizada hasta 1979. Ese mismo año, se abolió para los delitos comunes.
En 1856, la pena de muerte ya se había abolido, pero esta se restableció en 1933 para criminales hasta 1979. Si bien se abolió, en 1993 se incluyó en el delito de terrorismo cuando el país afrontaba tiempos de guerra.

## Usos
La pena capital fue legal solo durante tiempos de guerra internacional o terrorismo, con numerosas restricciones. Las sentencias de muerte durante este tiempo se les permitía por delitos específicos, y solo pudieron ser impuestas por los tribunales militares durante los estados de guerra. 

## Regulación jurídica
En 1978 Perú se unió al pacto de San José, lo que vuelve inaplicable legalmente. Esto se aplicó oficialmente en la Constitución de 1979, en que la pena de muerte fue abolida.
Posteriormente, la pena de muerte regresó en el ordenamiento jurídico peruano, se encuentra en el artículo 140 de la Constitución Política del Perú de 1993.

Capítulo VIII: Poder Judicial

Artículo 140°.- La pena de muerte sólo puede aplicarse por el delito de traición a la patria en tiempos de guerra, y el de terrorismo, conforme a las leyes y tratados de los que el Perú es parte obligada.

### Propuestas de restitución de la pena capital
El gobierno de Alberto Fujimori propuso restablecer la pena de muerte para procesar a condenados por terrorismo, que se aplicaría posteriormente en la Constitución de 1993. El monseñor Luis Bambarén y el analista Miguel Rodríguez Mackay también se mostaron a favor.  Presidentes como Alan García y Dina Boluarte se mostraron a favor de implementarla.  
La pena de muerte contó con opositores. Entre ellos se encontraban el escritor Mario Vargas Llosa, el pintor Fernando de Szyszlo y personalidades mediáticas como Carlos Carlín, Katia Condos, Vanessa Saba y Carlos Galdós.
Por otro lado, varios partidos políticos intentaron retirar el acuerdo internacional del país al considerarlo beneficioso para los sentenciados por delitos contra la vida. Se elaboraron 21 proyectos de ley entre 2001 y 2025. En determinados casos, intentaron estigmatizar a la CIDH para romper ese pacto, acusándola de «izquierda caviar». Entre los promotores se encuentran a Keiko Fujimori  y varios partidos conservadores, incluido Acción Popular en 2023.

#### Propuesta de restitución por el gobierno de Dina Boluarte
La presidenta Dina Boluarte propuso procesar a agresores sexuales y también a delincuentes. El abogado penalista Alfredo Galindo Peralta señaló que la propuesta de restituir la pena de muerte suele ser «populistas», ya que el Tribunal Constitucional lo declararía inconstitucional y contraviene el Pacto de San José.  Las expertas Marina Navarro y Tania Pariona dudaron de su viabilidad, mucho menor que la cadena perpetua, y señalaron que tardaría hasta ocho años en aplicarse.
En 2025, el gobierno de Boluarte organizó 23 mesas de debate a nivel nacional. Carlos Rivera, del Instituto de Defensa Legal, advirtió que el Gobierno había invitado a los pocos asistentes para enseñarles a votar con un código QR, cuyos resultados suelen ser presentados como mayoritariamente favorables a la restitución.  Sin embargo, no se consiguió elaborar un informe que sacara una conclusión de la serie de debates.

## Aplicación
Entre los años 1957-1979 fueron ejecutados 12 hombres. En la mayoría de los  casos por cometer genocidio e infanticidio.
- En 1957 se ejecutó a Jorge Villanueva Torres conocido también como "Monstruo de Armendáriz", por presuntamente violar y asesinar a Julio Hidalgo Zavaleta, un niño de tres años de edad.[27] Años después de su ejecución, se determinó que era inocente.[28]
- En el año 1966, se ejecutó a Guillermo Lavalle "Pichuzo", por el secuestro y asesinato de Américo Chihuán, un niño de cuatro años de edad.[29]
- En 1970 se llevó a cabo la ejecución de Udilberto Vásquez, acusado de la violación y asesinato de una niña de 11 años en 1966.[30]
- En 1971, se aplicó la pena capital a Víctor Apaza Quispe por el asesinato de su conviviente, Agustina Belisario Capacoyla, en Arequipa.[31]
- En 1973, se llevaron a cabo tres ejecuciones: Alejandro Lastra y Gerardo Pinto fueron ejecutados por los asesinatos de un policía y un empleado de un banco, durante un asalto y José Murillo Andrade, fue ejecutado por el asesinato de un detective policial.
- En 1974 se ejecutó a Juan Marache Zapata por el asesinato de un policía.
- En 1976 nuevamente se llevaron a cabo tres ejecuciones: Miguel Salazar Valdivia fue ejecutado por el asesinato de un policía durante un asalto y Luis Uscuvilca y Alfredo Benítez fueron ejecutados por haber asesinado a un guardia civil, durante un asalto.
- La última ejecución fue aplicada en el año 1979,[32] en el gobierno de Francisco Morales Bermúdez donde se fusiló a Julio Alfonso Vargas Garayar, exsuboficial de la FAP, por traición a la patria, pues se le acusaba de realizar espionaje a favor de Chile. Vargas Garayar fue fusilado a las 6 de la mañana el 20 de enero de 1979, convirtiéndose así en la última persona a quién se le aplicó la pena de muerte en el Perú.